# Horace Engdahl
Horace Engdahl (pronunciación: [ˌhɔɹːas ˈɛŋːdɑːl]; Karlskrona, 30 de diciembre de 1948) es un académico, crítico literario, ensayista y traductor sueco. Ocupa el sillón n.º 17 de la Academia Sueca desde 1997, año en que sucedió a Johannes Edfelt, y fue secretario permanente de la Academia entre 1999 y 2009.
En julio de 2009 cedió el cargo de secretario permanente a Peter Englund. Desde 2004 es profesor adjunto de literatura escandinava en la Universidad de Aarhus, en Dinamarca.

## Biografía

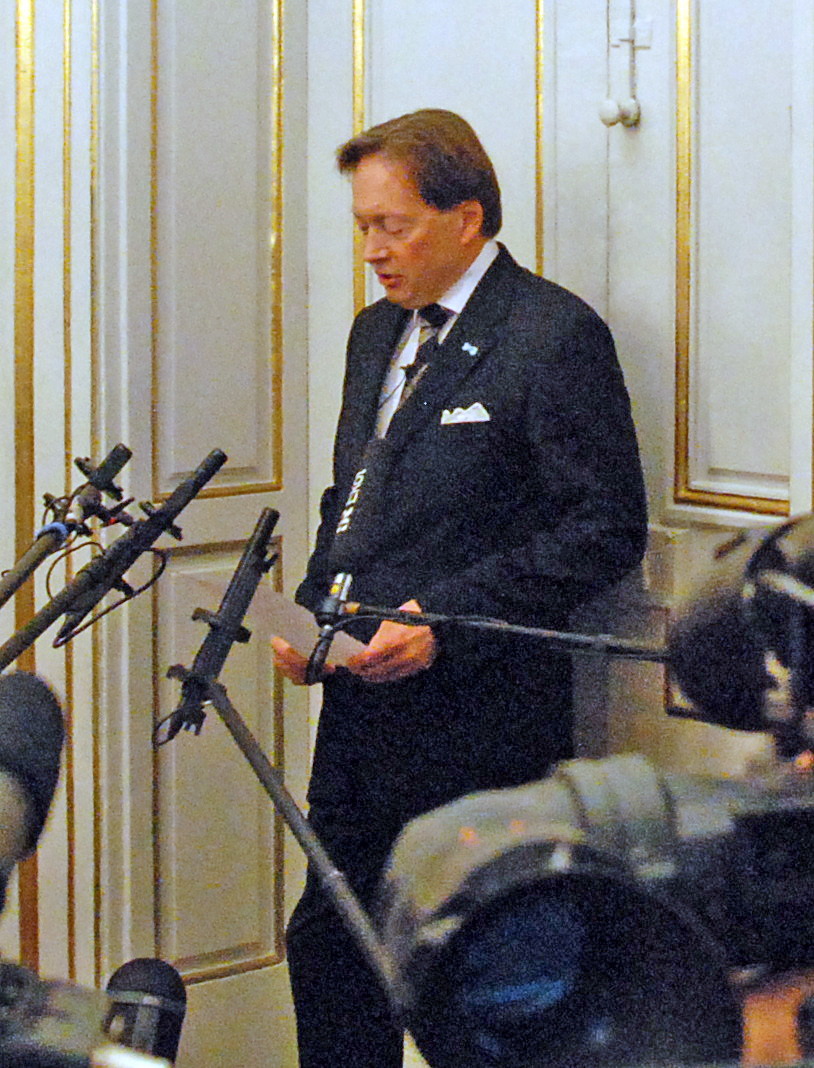
Engdahl anuncia la concesión del Premio Nobel de Literatura a Jean-Marie Gustave Le Clézio el 9 de octubre de 2008

Engdahl nació en 1948 en Karlskrona, y creció a caballo entre dicha ciudad y Estocolmo. Su padre era oficial de la Armada de Suecia y su madre ama de casa, ambos de origen humilde.
Tras concluir sus estudios de Literatura en la Universidad de Estocolmo en 1970, trabajó como crítico literario y de danza, además de traductor. Durante los años 70 y 80 fue miembro del consejo de redacción de la revista Kris, junto con Stig Larsson y Anders Olsson, entre otros. En 1987, con una trayectoria ya consolidada como crítico, defendió su tesis sobre el romanticismo sueco en la misma universidad. De 1989 a 1998, trabajó en la sección de cultura del periódico de gran tirada Dagens Nyheter.
El 16 de octubre de 1997 fue nombrado miembro de la Academia Sueca, ocupando el sillón n.º 17 que dejó vacante el escritor y poeta Johannes Edfelt, fallecido el 27 de agosto de aquel año. El 1 de julio de 1999 asumió el cargo de Secretario Permanente en sustitución del catedrático de lingüística computacional Sture Allén. En su calidad de Secretario Permanente de la Academia Sueca, alcanzó cierta notoriedad por ser la persona que anunciaba al público el nombre del ganador del Premio Nobel de Literatura (una tarea que siempre ha recaído en el Secretario Permanente). Además de su lengua materna, el sueco, domina el inglés, el alemán, el francés y el ruso. Es miembro de pleno derecho de la Academia Europaea desde 2008.
El 1 de junio de 2009, Engdahl cedió su puesto de secretario permanente al historiador Peter Englund, aunque continúa siendo miembro ordinario del organismo con derecho a voto. En marzo de 2019 se anunció que Engdahl abandonaba el Comité Nobel por su implicación en la crisis de la Academia Sueca de 2018.
Engdahl estuvo casado con la profesora de literatura comparada y feminista Ebba Witt-Brattström desde 1989 hasta 2014, y tiene tres hijos.

## Obras
- Om det utopiska tänkesättet: föreläsning i Stockholm (1982)
- Swedish ballet and dance: a contemporary view (1984)
- Den romantiska texten: en essä i nio avsnitt (1986)
- Om uppmärksamheten (1988)
- Stilen och lyckan: essäer om litteratur (1992)
- Beröringens ABC: en essä om rösten i litteraturen (1994)
- Stagnelius Kärleken (1996)
- Meteorer (1999)
- Ärret efter drömmen (2009)
- Cigaretten efteråt (2011)
- Den sista grisen (2016)
- Nattens mänsklighet (2019)
- De obekymrade (2019)